# Дідковичі (Підляське воєводство)
Дідковичі (Дзядковіце, пол. Dziadkowice) — село в Польщі, у гміні Дідковичі Сім'ятицького повіту Підляського воєводства. Населення — 205 осіб (2011).

## Історія
У 1975—1998 роках село належало до Білостоцького воєводства.

## Демографія
Демографічна структура станом на 31 березня 2011 року:
|          | Загалом | Допрацездатний вік | Працездатний вік | Постпрацездатний вік |
| -------- | ------- | ------------------ | ---------------- | -------------------- |
| Чоловіки | 97      | 22                 | 63               | 12                   |
| Жінки    | 108     | 18                 | 62               | 28                   |
| Разом    | 205     | 40                 | 125              | 40                   |